# キャシー松井
キャシー松井（キャシーまつい、Kathy Mitsuko Matsui、1965年-）は、アメリカの経済学者。ゴールドマン・サックス証券株式会社 元副会長、チーフ日本株ストラテジスト。TEDxスピーカー。 
米国カリフォルニア州生まれ。日系二世。1999年に日本経済の再建の柱として「ウーマン」と「エコノミクス」をかけ合わせた「ウーマノミクス」を提唱し、2006年には「ウーマノミクス：日本の隠れた資産」を発表し、日本政府からも注目を集めた。安倍晋三総理大臣が打ち出した「アベノミクス」と連動して、政府の「女性活躍」「一億総活躍」の裏付けになる。 
ハーバード大学卒業、ジョンズ ・ホプキンズ大学大学院（SAIS）修了。アジア女子大学の理事会メンバーも務める。ハワイ自然保護協会理事会、米日カウンシル議会、経済同友会、日本癌学会の乳癌基金などのメンバーでもある。乳がんを乗り越えている。1男1女の母。4人きょうだいの次女。姉と二人の弟がおり、全員がハーバード大学卒。

## 来歴
松井の両親は奈良県出身で、奈良県の聖公会のクリスチャンとなっていた。父親は1961年農業実習生としてアメリカに一年間滞在後いったん帰国し結婚。1960年代前半に移民として、キャシーの姉が日本で生まれた直後に父親が単独で渡米。その後母親と姉が渡米。両親はサリナスバレーの農園で雇われていた。1965年にキャシーが米国カリフォルニア州で生まれ、2人の弟も米国生まれ。父親が永住権を得た後に独立し、商業用の草花栽培を始めたため、子供のころは両親が営む農園で手伝いをし、土曜日には日本語学校に通っていた。このころに "Money does not come from trees, or sky（お金は木や空から降ってこない）"という教訓を得る。      
1982年に地元の高校を卒業した後、ハーバード大学に進学。1986年に国際基督教大学で2年間勉強するためのロータリー奨学金を得て初めて来日。家庭では日本語が母国語という意識もあまりなく、かわされる言葉も英語と日本語が混ざっていた。そのため来日時に自分の話す日本語が関西弁であると気づく。米国帰国後ジョンズ・ホプキンズ大学大学院では国際関係学を学んだ。 
1990年の春、日本ではちょうどバブル経済のピークが過ぎた頃、バークレイズ証券に就職し、日本戦略チームに参画。28歳でチーフストラテジストになる。 
1994年にはゴールドマン・サックス証券からヘッドハンティングされ入社。転職を決断するにあたりゴールドマン・サックスの社風と子育てに対するサポートが決め手になった。1998年にはマネージング・ディレクター、2000年には女性初のパートナーに昇格した。 
1999年の8月には「ウーマノミクス」という造語を用いた報告書を発表した。この報告書では日本経済の停滞から抜け出すためには、人口動態の構造的な解決策として労働移民の受け入れや出生率の引き上げをするより、女性の労働市場参画のほうがよりよい解決策であると主張している。当時の日本の女性の労働参加率（就労率）は56.7%であり、他の国と比べても女性の地位や機会が低いとされていた。松井はこの状態を「マラソンを片足で走るようなもの」と例えている。2020年現在は72％まで大きく改善した。  
女性の社会進出の増加が出生率の低下を招くと言われているが、沖縄県は最も出生率が高いが女性の社会進出の割合も最も多いとしている。クオータ・システムやアファーマティブ・アクションについては、効果とリスクを鑑みた上で、先に平等の機会を与えることが重要だという意見を持っている。  
2001年、松井は乳がんであると診断された。その前年の2000年に、長女の出産、ゴールドマン・サックスの初の女性のパートナーに選ばれたこと、日本株式投資戦略部門で1位を獲得するなど、自身も人生のピークと感じていた矢先の出来事だった。ガン専門の医師の弟の助言により、カリフォルニアで治療、療養するため休職し、一時帰国した。8か月後ゴールドマン・サックス証券に復帰した時にはかつらを着用した。 
2006年バングラデシュ系アメリカ人弁護士のムクタダ・カマル・アーメドの誘いにより、バングラデシュに女性のための大学「アジア女子大学」を創設する計画に参画することになる。女性の教育が遅れているアジアにおける女性の教育を促進するための大学であり、2008年に開設された。松井はこの大学への日本からの融資を促進するため、「途上国の女性の教育に投資することは、おそらく投資金に対して最大のリターンが見込める」と主張した。2021年現在は理事を務めている。 
第2次安倍内閣発足後、政府は2012年に発表した経済政策「アベノミクス」に「ウーマノミクス」で提唱されている内容を取り入れ、女性の労働市場進出を促進した。
2020年末をもって、ゴールドマン・サックス証券を退職。
2021年5月に村上由美子、関美和とともに、MPower Partners Fund L.P.を設立、代表に就任。
2021年7月に後払い決済サービスのペイディの社外取締役に就任。。

## 評価
2000年、2001年、2006年に「インスティチューショナル インベスター」誌のアナリストランキングにて日本株式投資戦略部門で1位を獲得。また2007年にウォールストリートジャーナルの「10 Women to Watch in Asia」の一人に選ばれた。2014年には「ブルームバーグ・マーケッツ」誌の「50 Most Influential」の一人に選ばれた。

## 私生活
ドイツ人エコノミストのイェスパー・コールと結婚しており、日本で生まれた息子と娘がいる。
父親の松井紀潔（アンディ松井）は1935年3月1日奈良県生まれ。のちに「蘭の帝王 （Orchid King）」と呼ばれた農園経営者。1967年に「マツイ・ナーサリー」を設立。慈善家としても著名で2004年に松井財団を設立し農園があるサリナスやモントレー郡の学生に教育的支援を行ってきた。2020年12月11日に85歳で死去。
姉のテレサは2015年にマツイ・ナーサリーの社長に就任している。

## 著書
- 『ゴールドマン・サックス流女性社員の育て方、教えます 励まし方、評価方法、伝え方10ケ条』[36] 中公新書ラクレ 2020
- 『子供にマネーゲームを教えてはいけない』[37] 講談社+α新書 2009